# Ilha da Murta
A Ilha da Murta está situada na baía de Babitonga, no litoral sul brasileiro, ao norte do Estado de Santa Catarina.